# Mennyei csodák
A Mennyei csodák (eredeti cím: Miracles from Heaven) 2016-ban bemutatott amerikai misztikus filmdráma, amelyet Patricia Riggen rendezett.
A forgatókönyvet Randy Brown írta. A producerei DeVon Franklin, T. D. Jakes és Joe Roth. A főszerepekben Jennifer Garner, Martin Henderson, Kylie Rogers, John Carroll Lynch, Eugenio Derbez és Queen Latifah láthatóak. A zeneszerzője Carlo Siliotto. A tévéfilm gyártója az Affirm Films, a Roth Films és a Franklin Entertainment, forgalmazója a Columbia Pictures.
Amerikában 2016. március 16-án mutatták be a mozikban. Magyarországon 2016. július 7-én mutatta be az HBO.
A film igaz történet alapján készült. A végén, a stáblista előtt a valódi Beam család is feltűnik a filmben.

## Cselekmény
A 2007 és 2012 között a texasi Burlesonban (Texas állam) játszódó film középpontjában egy Anna nevű kislány áll, aki Christy Beam lánya. Egy nap Anna hányni kezd, és amikor az orvosa megvizsgálja, nem talál semmi rendelleneset. 2008. március 20-án Anna éjfélkor felébreszti a családját, mert erős gyomorfájdalmai vannak, elég erősek ahhoz, hogy a szülei úgy döntsenek, kórházba viszik. Az orvosok nem találnak betegségre utaló jeleket, csak annyit mondanak, hogy ez vagy savas reflux, vagy laktóz intolerancia lehet, de Christy-t ez nem győzi meg.
Másnap reggel Christy végre talál egy gyermekorvost a kórházban, aki képes diagnosztizálni Annánál a hasi elzáródást, és közli velük, hogy azonnal meg kell operálni, különben a lány meghal. A sürgősségi műtét elvégzése után az orvos elmagyarázza, hogy Annának bélelzáródása van, és képtelen enni, ezért csövekre van szükség a táplálásához. Az orvos ezután beszél az  USA legjelentősebb gyermek-gasztroenterológusáról, Dr. Samuel Nurkóról, aki Bostonban praktizál, de elmagyarázza, hogy hónapokba telhet, amíg fogadják őket. 2009 januárjában Christy és Anna Bostonba utazik, annak ellenére, hogy nincs időpontjuk az orvosnál.
Dr. Nurko az utolsó pillanatban kap egy szabad helyet, és amikor Annát később megvizsgálják a Bostoni Gyermekkórházban, kiderül krónikus betegségének mértéke. Ezután kiterjedt kezelésen esik át. E megpróbáltatások során Anna és édesanyja összebarátkoznak egy helyi massachusettsi lakossal, Angela Bradforddal, valamint férjével, Bennel és lányával, Haleyvel, aki szintén rákos.
2011. december 29-én Anna és nagyobbik nővére, Abbie felmászik egy öreg gyapotfa nagyon magas ágára. Miközben azon az ágon vannak, az elkezd törni. Anna a törzshöz megy, hogy biztonságban legyen, de egy lyukba zuhan a fa tövében. Amikor Christy megtudja, mi történt, kétségbeesetten hívja a férjét, Kevint, valamint a tűzoltókat. Annát ezután a tűzoltók mentik ki, akik figyelmeztetik Christyt, hogy számítson a legrosszabbra, mondván, hogy senki sem tud 10 méter mélyre zuhanni anélkül, hogy súlyos sérülést szenvedne; várható a csonttörés vagy akár bénulás. Miután kimentették, Annát kórházba szállítják, ahol egy sor vizsgálatot végeznek rajta, és minden teszt negatív. Egy kisebb agyrázkódáson kívül Anna nem sérült meg.
Valamikor az esés után úgy tűnik, hogy Annát a betegsége már nem befolyásolja. Amikor Christy és Anna elmennek Dr. Nurko doktorhoz, az elmondja Christynek, hogy Anna csodával határos módon meggyógyult. Anna ezután elmeséli a szüleinek az esés során átélt élményeit. Elmondja, hogy a lelke elhagyta a testét a zuhanás során, és Isten megígérte neki, hogy a Földre való visszatérése után meggyógyul a betegségéből. A gyülekezetben Christy megosztja a történetet, hogyan gyógyította meg Isten csodálatos módon a lányát az Ő szeretetével. Amikor Christy befejezi beszédét, a gyülekezet egyik tagja tiltakozik, kijelentve, hogy nem hisz Christynek. Ben, aki Bostonból utazott el, miután meghallotta az Annáról szóló történetet, hisz neki, és elmondja, hogy Haley békésen halt meg, mert Anna hitet adott neki, amikor a kórházban volt, és Anna sírva fakadt, mert Haley egy kedves barátja volt. Végül Beamék együtt töltenek egy kis időt, és a zárójelenetben Christy azt mondja, hogy mindig higgyenek a csodákban.

## Szereplők
| Szereplő | Színész               | Magyar hang              | Magyar hang                    |
| Szereplő | Színész               | 1. magyar változat (HBO) | 2. magyar változat (Digi film) |
| --- | --------------------- | ------------------------ | ------------------------------ |
| Christy Beam | Jennifer Garner       | Kisfalvi Krisztina       | Kisfalvi Krisztina             |
| Anna Beam | Kylie Rogers          | Stern Hanna              | Szűcs Anna Viola               |
| Kevin Beam | Martin Henderson      | Varga Gábor              | Nagypál Gábor                  |
| Dr. Nurko | Eugenio Derbez        | Mihályi Győző            | Mihályi Győző                  |
| Angela | Queen Latifah         | Bognár Gyöngyvér         | Kraszkó Zita                   |
| Abbie Beam | Brighton Sharbino     | Pekár Adrienn            | Károlyi Lili                   |
| Adelynn Beam | Courtney Fansler      | Szűcs Anna Viola         | Kobela Kíra                    |
| Dr. Blythe | Zach Sale             | Czető Roland             | TBA                            |
| Emmy | Kelly Collins Lintz   | Mezei Kitty              | Mezei Kitty                    |
| Scott tiszteletes | John Carroll Lynch    | Bognár Tamás             | Barbinek Péter                 |
| Billy Snyder | Brandon Spink         | TBA                      | Berecz Kristóf Uwe             |
| Haley | Hannah Alligood       | Gyarmati Laura           | Pauwlik Gréta                  |
| Ben | Wayne Pere            | Zöld Csaba               | Jakab Csaba                    |
| Dr. Burgi | Bruce Altman          | Jakab Csaba              | Szersén Gyula                  |
| Recepciós | Suehyla El-Attar      | Kis-Kovács Luca          | TBA                            |
| Igazi Anna | Annabel Beam          | Hermann Lilla            | TBA                            |
| Igazi Adelynn | Adelyn Beam           | Győriványi Laura         | TBA                            |
| Dr. Dorsi | Kenny Alfonso         | Maday Gábor              | Gyurity István                 |
| Dr. Hester | Gregory Alan Williams | Bolla Róbert             | TBA                            |
| További magyar hangok |                       |                          |                                |
| (1. szinkron): Bárány Virág, Baráth István, Bercsényi Péter, Bor László, Bordás János, Csépai Eszter, Élő Balázs, Fehérváry Márton, Hábermann Lívia, Kisfalusi Lehel, Kocsis Mariann, Korcsmáros András, Lipcsey Colini Borbála, Martin Adél, Mesterházy Gyula, Németh Attila István, Sipos Eszter Anna, Szórádi Erika, Tarr Judit, Téglás Judit, Törköly Levente, Törtei Tünde |                       |                          |                                |